# معالجة مفرطة
المُعالجة المفرطة -لماذا يجعلنا الإفراط في تناول الأدوية أكثر مرضًا وأكثر فقرًا هو كتاب صدر عام 2007 من تأليف شانون براونلي حول الرعاية الصحية غير الضرورية.

## التعليقات
قال مراجع صحيفة نيويورك تايمز إن الكتاب كان "أفضل وصف قرأته حتى الآن لمشكلة اقتصادية ضخمة نعرف كيفية حلها - ولكن غالبًا ما يُساء فهمها".  وصفت تقييمات كيركس العمل بأنه "قنبلة كتاب: يجب قراءته للمستهلكين وممثليهم السياسيين وجميع المتنافسين على البيت الأبيض".  قال المراجع في صحيفة كريستيان ساينس مونيتور إن استنتاجات المؤلف في الكتاب كانت رائعة وغير بديهية وربما ثورية.  وجد أحد المراجعين الذين يكتبون في مجلة العمل الاجتماعي أن نتائج الكتاب ثاقبة وأن الأمثلة المقدمة مؤثرة. 
تمت مراجعة الكتاب في جاما: مجلة الجمعية الطبية الأمريكية بقلم نورتون هادلر الذي أشاد بالحجج المقدمة لكنه انتقد جودتها وعدم الاعتماد على المصادر الأولية.  أشادت شانون دويل في المجلة الأمريكية للجودة الطبية بالمثل بتوقيت الكتاب والحجج التفصيلية، لكنها أشارت إلى أن القضية لم تُأطر في سياق سياسي.  في أخلاقيات التمريض تُلاحظ كلير كابلان الاستخدام المكثف للبيانات في الحجج لكنها شعرت بخيبة أمل بسبب نقص المعلومات حول التمريض. 